# Enea Jorgji
Enea Jorgji (Elbasan, 15 augustus 1984) is een Albanees voetbalscheidsrechter. Hij is in dienst van FIFA en UEFA sinds 2002. Ook leidt hij wedstrijden in de Kategoria Superiore.
Op 5 juli 2012 leidde Jorgji zijn eerste wedstrijd in Europees verband tijdens een wedstrijd tussen FC Twente en UE Santa Coloma in de eerste voorronde van de Europa League; het eindigde in 6–0 voor de thuisploeg (door doelpunten van Robbert Schilder, Glynor Plet (beiden tweemaal), Dušan Tadić en Joshua John) en de Albanese leidsman gaf vijf gele kaarten, waarvan twee aan dezelfde speler. Zijn eerste interland floot hij op 10 oktober 2015, toen Kosovo met 2–0 won van Equatoriaal-Guinea. Tijdens dit duel gaf Jorgji drie gele kaarten, waarvan twee aan dezelfde speler (Liridon Krasniqi), die dus het veld moest verlaten. Ook deelde hij nog eenmaal direct rood uit.

## Interlands
| Datum            | Plaats                    | Wedstrijd                      | Uitslag | Competitie             | Kreeg geel | Kreeg voor de tweede keer geel en dus rood | Weggestuurd |
| ---------------- | ------------------------- | ------------------------------ | ------- | ---------------------- | ---------- | ------------------------------------------ | ----------- |
| 10 oktober 2015  | Pristina, Kosovo          | Kosovo – Equatoriaal-Guinea    | 2 – 0   | Vriendschappelijk      | 2          | 1                                          | 1           |
| 29 maart 2016    | Skopje, Macedonië         | Macedonië – Bulgarije          | 0 – 2   | Vriendschappelijk      | 5          | 0                                          | 0           |
| 1 september 2017 | Serravalle, San Marino    | San Marino – Noord-Ierland     | 0 – 3   | WK 2018 kwalificatie   | 4          | 0                                          | 0           |
| 13 november 2017 | Mitrovicë, Kosovo         | Kosovo – Letland               | 4 – 3   | Vriendschappelijk      | 3          | 0                                          | 0           |
| 22 maart 2018    | Attard, Malta             | Malta – Luxemburg              | 0 – 1   | Vriendschappelijk      | 4          | 0                                          | 0           |
| 6 september 2018 | Jerevan, Armenië          | Armenië – Liechtenstein        | 2 – 1   | Nations League 2018/19 | 4          | 1                                          | 0           |
| 15 november 2018 | Boedapest, Hongarije      | Hongarije – Estland            | 2 – 0   | Nations League 2018/19 | 4          | 0                                          | 0           |
| 7 juni 2019      | Tórshavn, Faeröer         | Faeröer – Spanje               | 1 – 4   | EK 2020 kwalificatie   | 1          | 0                                          | 0           |
| 8 september 2020 | Rimini, Italië            | San Marino – Liechtenstein     | 0 – 2   | Nations League 2020/21 | 8          | 0                                          | 0           |
| 24 maart 2021    | Pristina, Kosovo          | Kosovo – Litouwen              | 4 – 0   | Vriendschappelijk      | 1          | 0                                          | 0           |
| 28 maart 2021    | Jerevan, Armenië          | Armenië – IJsland              | 2 – 0   | WK 2022 kwalificatie   | 5          | 0                                          | 0           |
| 29 maart 2022    | Konya, Turkije            | Turkije – Italië               | 2 – 3   | Vriendschappelijk      | 2          | 0                                          | 0           |
| 5 juni 2022      | Larnaca, Cyprus           | Cyprus – Noord-Ierland         | 0 – 0   | Nations League 2022/23 | 3          | 0                                          | 0           |
| 20 november 2022 | Skopje, Noord-Macedonië   | Noord-Macedonië – Azerbeidzjan | 1 – 3   | Vriendschappelijk      | 4          | 1                                          | 1           |
| 27 maart 2023    | Linz, Oostenrijk          | Oostenrijk – Estland           | 2 – 1   | EK 2024 kwalificatie   | 3          | 0                                          | 0           |
| 15 oktober 2023  | Konya, Turkije            | Turkije – Letland              | 4 – 0   | EK 2024 kwalificatie   | 7          | 0                                          | 0           |
| 9 september 2024 | İzmir, Turkije            | Turkije – IJsland              | 3 – 1   | Nations League 2024/25 | 3          | 0                                          | 0           |
| 25 maart 2025    | Sankt Gallen, Zwitserland | Zwitserland – Luxemburg        | 3 – 1   | Vriendschappelijk      | 5          | 0                                          | 0           |

Laatst bijgewerkt op 27 maart 2025.